# Дальний (Ребрихинский район)
Дальний — разъезд (тип населённого пункта) в Ребрихинском районе Алтайского края. Входит в состав Зеленорощинского сельсовета.

## История
Возник в 1959 году в связи со строительством железнодорожного разъезда Западно-Сибирской железной дороги.

## Население
| 1997 | 1998 | 1999 | 2000 | 2001 | 2002 |
| ---- | ---- | ---- | ---- | ---- | ---- |
| 105  | ↗107 | ↘104 | ↗105 | ↗106 | ↗107 |
| 2003 | 2004 | 2005 | 2006 | 2007 | 2008 |
| ↘100 | ↗106 | →106 | ↗109 | ↘108 | ↘106 |
| 2009 | 2010 | 2011 | 2012 | 2013 |      |
| ↘95  | ↗99  | →99  | →99  | ↘96  |      |

Национальный состав
Согласно результатам переписи 2002 года, в национальной структуре населения русские составляли 89 %.

## Инфраструктура
Путевое хозяйство Алтайского региона Западно-Сибирской железной дороги. Действует разъезд Дальний

## Транспорт
Автомобильный и железнодорожный транспорт.
К Дальнему подходит автомобильная дорога общего пользования межмуниципального значения 01Н-3602 «Ребриха — Зимино — Майский».